# 스프리건

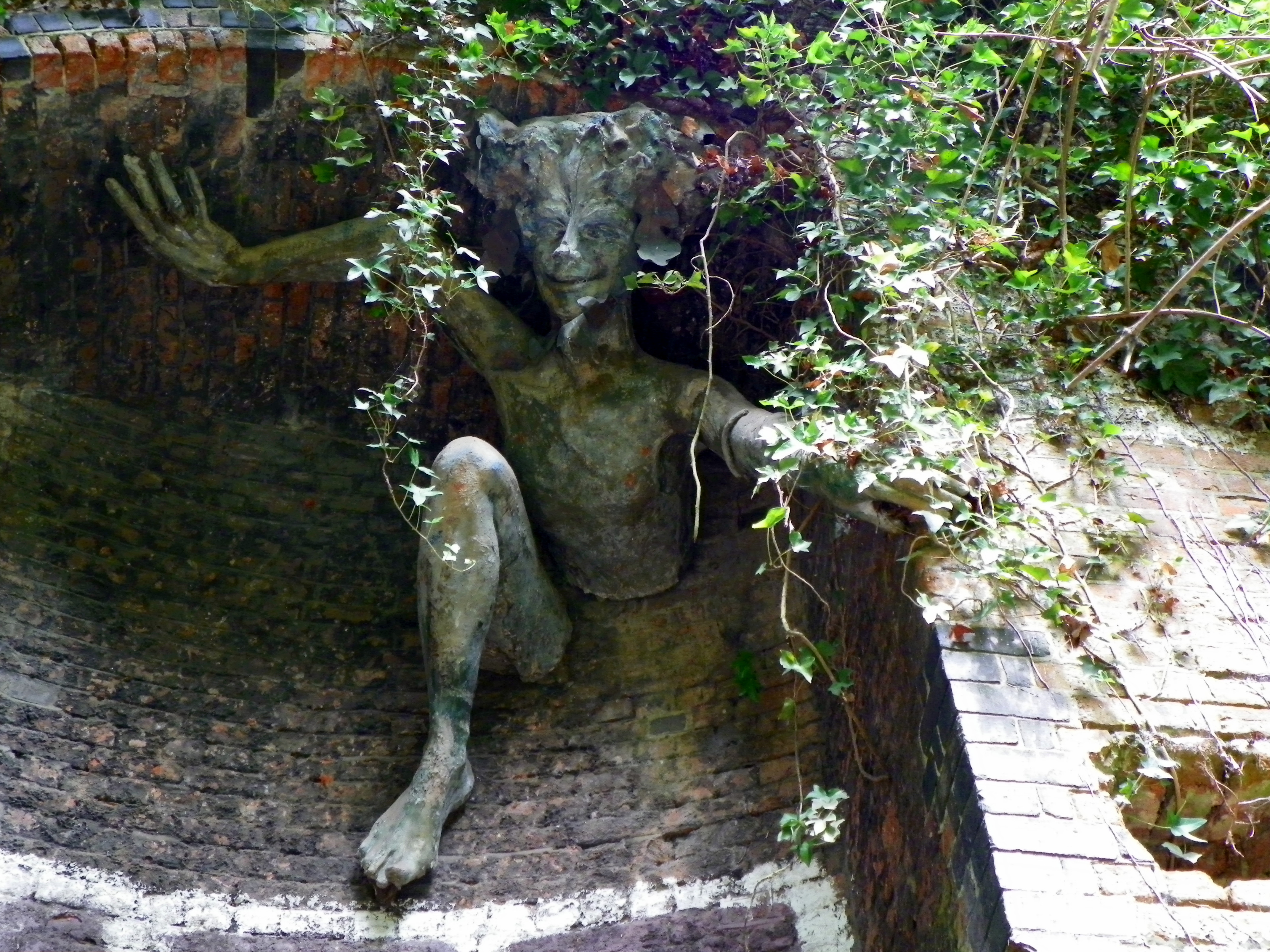

스프리건(Spriggan /sprɪdʒən/)은 콘월 지방의 요정 전설에서 등장하는 전설적인 생물이다. 특히 펜위스 서쪽 지방과 관련깊다.

스프리그건은 크고 어린아이 같은 머리를 가진 기괴할 정도로 못생기고 마법에 걸린 노인들로 묘사되었다. 또한 매장된 보물을 지키고 있는 오래된 유적과 창살, 그리고 이랑에서 발견되었다고 한다.
비록 작기는 하지만, 그들은 보통 거인들의 유령으로 여겨지며 강한 힘을 보유하고 있다.
로버트 헌트가 수집한 한 이야기에서 그들은 거대한 크기로 부풀어 오르는 능력을 보여주었다.
헌트는 이 영혼들을 콘월의 Trencrom Hill이라고 알려진 언덕 요새와 연관시켰다.

스프리건은 불쾌한 성향으로 악명 높았고 그들을 불쾌하게 하는 사람들에게 장난을 치는 것을 좋아했다.
그들은 갑작스런 회오리바람을 일으켜 여행객들을 공포에 떨게 하고, 폭풍을 보내 농작물을 망치게 하고, 때때로 그들의 추악한 변화구들을 남겨둔 채, 죽은 아이들을 빼앗아 갔다.
집을 도둑맞거나 건물이 무너지거나 소를 도둑맞은 경우, 스프리건이 비난 받았다.
또 한 이야기에서, 한 노파는 그들의 전리품을 얻기 위해 옷을 뒤집어 입음으로써  스프리건 무리를 능가했다.

로버트 헌트(Robert Hunt)와 윌리엄 보트렐(William Bottrell)의 컬렉션을 바탕으로 캐서린 브릭스는 스프라이건들을 요정 경호원으로 묘사했다.
영어 방언 사전(1905)은 그것들을 스칸디나비아의 트롤과 비교했다.

## 인명

### 모티브
- 베이블레이드 버스트: 스톰 스프리건, 레전드 스프리건, 스프리건 레퀴엠, 초제트 스프리건, 월드 스프리건